# João Prisco dos Santos
João Prisco dos Santos (Belém, 16 de janeiro de 1896 – Belém, 29 de dezembro de 1982) foi um político brasileiro.
Filho de João Antônio dos Santos e de Francelina dos Santos. Casou com Julieta Cunha dos Santos.
Nas eleições gerais no Brasil em 1950 foi eleito senador pelo Pará. Assumiu a cadeira em fevereiro de 1951, encerrando seu mandato ao final da legislatura, em janeiro de 1959.